# گناه‌کار (فیلم)
گناه‌کار (اسپانیایی: El pecador‎) یک فیلم است که در سال ۱۹۶۵ منتشر شد.